# Ed Brubaker
Pour les articles homonymes, voir Brubaker (homonymie).
Ed Brubaker (né le 17 novembre 1966 à Bethesda (Maryland) sur la base navale National Naval Medical Center) est un scénariste de comics américain. Les premiers oeuvres de Brubaker dans le domaine du comics concernent principalement le genre policier. Il s'est ensuite fait connaître en écrivant des comics de super-héros comme Batman, Daredevil, Captain America, Catwoman, Uncanny X-Men et The Authority. Il a remporté un Eisner Award à huit reprises.

## Biographie

### Travail indépendant
Brubaker a commencé dans le domaine du comics en écrivant et dessinant Pajama Chronicles et scénarisant un numéro de Gumby 3D pour Blackthorne Comics, Purgatory U.S.A. pour Slave Labor Graphics, et la série semi-autobiographique Lowlife pour Caliber Comics et plus tard Aeon Press. Chez Caliber, il a brièvement édité la série d'anthologie Monkey Wrench.
En 1991, il a commencé à contribuer à des histoires criminelles pour la série d'anthologie Dark Horse Presents de Dark Horse Comics, un comics auquel il continuera à contribuer par intermittence tout au long de la décennie. Ces contributions lui vaudra une nomination aux Eisner Awards en 1993.
L'Automne (The Fall), un roman graphique écrit par Brubaker et illustré par Jason Lutes, a été publié par Drawn & Quarterly en 2001. L'histoire met en scène un employé de supermarché qui se retrouve impliqué dans un meurtre mystérieux vieux de dix ans après avoir utilisé une carte de crédit volée. L'Automne est restée la dernière œuvre indépendante de Brubaker en matière de comics jusqu'à son travail pour Image Comics, qui a débuté en 2012.

### DC Comics
Vertigo Visions : Prez, Smells Like Teen President (en 1995) est la première œuvre de Brubaker pour l'un des deux grands éditeurs de comics américains. Publiée par Vertigo, la maison d'édition de DC Comics destinée aux lecteurs adultes, ce comics est une satire politique qui reprend une création de Joe Simon des années 1970.
L'œuvre majeure suivante de Brubaker pour Vertigo est la série limitée Scene of the Crime en 1999, qui marque sa première collaboration avec Michael Lark et Sean Phillips, deux artistes qui travailleront fréquemment avec l'auteur par la suite. Cette série, qui se déroule à San Francisco, est acclamée par la critique et est la première à attirer l'attention des producteurs d'Hollywood sur Brubaker.
À la fin de l'année 2000, Brubaker a signé un contrat exclusif avec DC Comics. La même année, il a travaillé pour la première fois sur un super-héros grand public, Batman, à partir du numéro 582 (en octobre 2000). Il a continué à travailler sur diverses séries mettant en scène le personnage de Batman jusqu'à la fin de 2003.
De retour chez Vertigo en 2000, Brubaker et l'artiste Warren Pleece ont produit la série de science-fiction Deadenders. La série a duré 16 numéros avant d'être annulée en 2001. En 2001, Brubaker est resté chez Vertigo et a écrit les quatre numéros de Sandman Presents : Dead Boy Detectives, qui a été dessiné par l'artiste Bryan Talbot.
Toujours en 2001, Brubaker et l'artiste Darwyn Cooke se sont associés pour relancer le personnage de Catwoman. 
Au début de l'année 2003, Brubaker et le scénariste Greg Rucka ont créé et coécrit la série Gotham Central. Centrée sur les activités du département de police de Gotham City, les deux auteurs ont soit coécrit des scénarios, soit écrit des arcs alternatifs séparément tout au long de la série, dont les illustrations étaient signées Michael Lark, collaborateur de Brubaker sur Scene of the crime. Le titre a été annulé en 2006, peu après le dernier numéro de Brubaker. 

### Wildstorm
En 2002, Brubaker travaille pour la première fois pour Wildstorm, une autre marque de DC, avec la série Point Blank, dont les illustrations sont signées par l'artiste néo-zélandais Colin Wilson. La série reprend des concepts existants de l'univers Wildstorm, tels que Grifter (la vedette de la série), John Lynch et Tao, et les utilise pour mettre en place sa série Sleeper qui a débuté plus tard dans l'année.
Fruit d'une collaboration entre les artistes Sean Phillips et Brubaker, Sleeper met en scène un agent secret ("Holden Carver") qui s'infiltre dans la puissante organisation d'un super-vilain, mais dont le seul contact avec les forces de l'ordre tombe dans le coma. Les autorités le considérant comme un dangereux criminel, Carver est pris en étau entre deux camps en guerre.
Bien que Sleeper ait été un succès auprès des critiques et des fans sur Internet, la série n'a pas connu de succès commercial et a donc été annulée après son douzième numéro. Elle a été relancée en 2004 avec les mêmes créateurs sous le nom de Sleeper: Season Two mais s'est également arrêtée au bout de son douzième numéro.
L'autre travail de Brubaker pour Wildstorm durant cette période est le troisième volume de The Authority. Brubaker a d'abord abordé les personnages avec l'artiste Jim Lee sur le numéro spécial Coup D'état: Sleeper qui montrait comment une série d'événements a conduit l'Autorité (une puissante équipe de surhommes) à prendre le contrôle des États-Unis. Plus tard cette année-là et tout au long de 2005, Brubaker et l'artiste Dustin Nguyen ont produit les 12 numéros de The Authority: Revolution qui explore les ramifications des actions de l'équipe.

### Marvel Comics
Fin 2004, Brubaker, qui n'a plus de contrat exclusif avec DC, commence à travailler pour son principal concurrent, Marvel Comics. Sa première œuvre majeure pour l'éditeur est le cinquième volume de la série Captain America. Associé à l'artiste Steve Epting, le Captain America de Brubaker introduit de nouveaux méchants et ressuscite le personnage de Bucky Barnes, mort depuis longtemps, sous le nom de "Soldat de l'hiver". La série a été un succès commercial et critique dès son premier numéro. Brubaker a poursuivi cette série pendant huit années complètes, de novembre 2004 à octobre 2012, en même temps qu'il a réalisé d'autres titres et séries limitées autour de ce personnage.
En février 2005, Brubaker signe son premier contrat d'exclusivité avec Marvel. Cet accord l'autorise à terminer ses engagements antérieurs pour DC sur Gotham Central et Sleeper.
Au début de l'année 2006, Brubaker a écrit deux séries limitées pour Marvel : avec l'artiste Pablo Raimondi il a écrit Books of Doom, qui retrace et développe l'origine du Docteur Fatalis ; et avec l'artiste Trevor Hairsine il a écrit X-Men: Deadly Genesis, qui retrace les informations sur les origines des X-Men qui ont fait leurs débuts en 1975.
En outre, cette année-là, Brubaker a commencé à travailler sur Daredevil. Une fois de plus associé à l'artiste Michael Lark, Brubaker a poursuivi le travail de Brian Michael Bendis sur le titre, explorant les ramifications de l'emprisonnement du personnage, qui s'est produit à la fin de la série de Bendis.
Brubaker devient le scénariste régulier d'Uncanny X-Men. Avec Matt Fraction, Brubaker coécrit une nouvelle série Iron Fist, The Immortal Iron Fist, qui débute en novembre 2006.
Pendant son passage sur Captain America, Brubaker a écrit les numéros 25-30, l'histoire de 2007 dans laquelle Steve Rogers a été assassiné. Il a ensuite écrit la mini-série de 2009 Captain America: Reborn, dans laquelle Rogers est de retour. Il a ensuite écrit une série limitée de huit numéros intitulée The Marvels Project, ainsi qu'un nouveau titre Vengeurs secrets après la fin de l'intrigue " Siege ".
En février 2010, une controverse est apparue avec Captain America n°602, qui présentait un groupe de manifestants anti-taxe, compris par certains lecteurs comme étant le Tea Party, qui a été caractérisé par le Faucon comme un groupe exclusivement blanc et raciste. Brubaker et Joe Quesada, rédacteur en chef de Marvel, ont présenté leurs excuses à ce sujet, expliquant que, bien que le groupe n'ait pas été conçu par Brubaker pour représenter un groupe particulier de la vie réelle, l'une des pancartes représentées dans la scène indiquait "Tea Bag The Libs Before They Tea Bag YOU !", qui n'a pas été écrite par Brubaker, mais a été ajoutée par le lettreur Joe Caramagna, qui, sous la pression des délais, a ajouté des messages sur des pancartes qui étaient encore vierges, en se basant sur des pancartes qu'il a vues sur Internet. Quesada a en outre assuré que l'erreur n'apparaîtrait pas dans les futures réimpressions du numéro. Dans une interview suivant la controverse, Brubaker a déclaré : "J'ai dû fermer mon e-mail public parce que j'ai commencé à recevoir des menaces de mort de la part, vous savez, de manifestants pacifiques. " 

### Icon Comics
Criminal, un comics policier créée par Sean Phillips et Brubaker, a été publiée par le label Icon Comics de Marvel. Elle a reçu des critiques généralement positives. En 2007, Criminal a remporté le prix Eisner de la meilleure nouvelle série pour son premier arc, "Lâche".
Brubaker a commencé une nouvelle série Icon en 2008, toujours avec Phillips, intitulée Incognito. Brubaker décrit la série comme "l'histoire d'un type complètement amoral doté de super-pouvoirs et obligé de faire semblant d'être un citoyen normal et respectueux des lois, parce qu'il est sous protection des témoins, et comment cela façonne ce qu'il devient. Il s'agit également d'une version noire et brutale du genre super-héros/super-vilain, et qui sera assez exagérée et pleine d'action".

### Angel of Death
En mars 2009, Brubaker a lancé sa série web Angel of Death sur Crackle.

### Image Comics
Brubaker et Steve Epting ont débuté Velvet, une série d'espionnage, en octobre 2013.
En octobre 2013, Brubaker a signé un contrat de cinq ans pour produire des comics exclusivement pour Image. Selon les termes du contrat, Image publierait toute bande dessinée que Brubaker leur apporterait sans avoir à la leur présenter au préalable. Brubaker a déclaré que cet arrangement était quelque chose qu'il avait toujours voulu. La première série publiée dans le cadre de ce contrat était The Fade Out, une pièce d'époque hollywoodienne réalisée avec Sean Phillips, collaborateur fréquent.

### Autres œuvres
Brubaker a fait une apparition dans le film Captain America : Le Soldat de l'hiver, dans le rôle du maître-chien du Soldat de l'hiver.
Brubaker a participé à deux épisodes du podcast populaire How Did This Get Made? sur Daredevil et Le Fantôme.
Ed Brubaker a également rejoint l'équipe d'écriture de Westworld en 2016 (pour la première saison). Il est crédité de la co-écriture de l'épisode "Dissonance Theory".
Il co-écrit avec Nicolas Winding Refn la série Too Old to Die Young.

## Œuvres

### DC Comics
- Gotham Central
  - In the Line of Duty
  - Unresolved Targets (Greg Rucka, Michael Lark & Stefano Gaudiano)
  - Dead Robin (Greg Rucka, Kano & Stefano Gaudiano)
- Batman
- Catwoman
- Detective Comics
- Hawkman #27
- Robin #86

### Vertigo
- Deadenders #1–16
- Sandman Presents: Dead Boy Detectives #1–4
- Scene of the Crime #1–4

### Marvel
- Daredevil
- Immortal Iron Fist Vol 1-14, 2007 (avec David Aja)
- Captain America
- Books of Doom Vol 1 -6, 2006 (avec Paolo Rivera, Pablo Raimondi, Mark Farmer)
- Criminal Vol. 1-5, avec Sean Phillips (Icon Comics/ Marvel Comics)
- Winter Soldier Winter Kills
- X-Men: Deadly Genesis (avec Marc Silvestri & Trevor Hairsine, Scott Hanna)
- X-Men: Messiah Complex (avec Marc Silvestri & David Finch)
- Young Avengers Presents...
- Uncanny X-Men
- What If? Civil War
- Incognito (Part 1) avec Sean Phillips (Marvel Comics)

### Image
- Fatale, avec Sean Phillips (Image Comics)
- Velvet
- The Fade Out
- Kill or Be Killed
- Pulp
- Reckless

### Wildstorm
- The Authority: Revolution 1-6 (Wildstorm/DC Comics)
- Point Blank, 1-4 (avec Colin Wilson) (Wildstorm/DC Comics)
- Sleeper (avec Sean Phillips, Jim Lee)

### Autres éditeurs
- L'Automne (Drawn & Quarterly)
- Purgatory U.S.A.,(Slave Labor Graphics)
- Lowlife,(Slave Labor Graphics / Caliber Comics)
- The Dead and The Dying avec Sean Phillips (Icon Comics /Marvel Comics)
- A Complete Lowlife, (Black Eye Books)
- Dark Horse Presents... avec Eric Shanower

### Télévision
Membre de l'équipe d'écriture sur Westworld (première saison). Brubaker co-écrit de l'épisode "Dissonance Theory".
Too Old to Die Young (co-auteur).

## Récompenses
- 2006 : prix Harvey du meilleur scénariste pour Captain America[2]
- 2007
  - prix Eisner de la meilleure nouvelle série pour Criminal (avec Sean Phillips) et du meilleur scénariste pour Criminal, Captain America et Daredevil [3]
  - prix Harvey du meilleur scénariste pour Daredevil[4]
- 2008
  - prix Eisner du meilleur scénariste pour Captain America, Daredevil, Criminal et Immortal Iron Fist [5]
  - prix Harvey du meilleur album non inédit pour Captain America Omnibus vol. 1 (avec Steve Epting et Mike Perkins) [6]
- 2010 : prix Eisner du meilleur numéro ou one-shot (Best Single Issue or One-Shot) pour Captain America n°601: Red, White, and Blue-Blood (avec Gene Colan) et du meilleur scénariste pour Captain America, Daredevil, The Marvels Project, Criminal et Incognito[7].
- 2012 : prix Eisner de la meilleure mini-série pour Criminal : The Last of the Innocent (avec Sean Phillips) [8]
- 2015 : prix Eisner de la meilleurs nouvelle série The Fade Out (avec Sean Phillips) [9]
- 2016 : prix Eisner de la meilleure mini-série pour The Fade Out (avec Sean Phillips) [10]
- 2019 : prix Eisner du meilleur album pour My Heroes Have Always Been Junkies (avec Sean Phillips) [11]
- 2021 : prix Eisner du meilleur album pour Pulp (avec Sean Phillips) et de la meilleure bande dessinée en ligne pour Friday (avec Marcos Martín)[12]
- 2023 : prix Eisner du meilleure recueil pour Parker : The Martini Edition : Last Call (avec Darwyn Cooke, Richard Stark et Sean Phillips)[13]
- 2024 : Prix Eisner de la meilleure bande dessinée en ligne pour Friday vol. 7-8 (avec Marcos Martín)[14]